# Ист Риџ (Тенеси)
Ист Риџ (енгл. East Ridge) град је у америчкој савезној држави Тенеси.

## Демографија
По попису из 2010. године број становника је 20.979, што је 339 (1,6%) становника више него 2000. године.
| Група             | 2000.          | 2010.          |
| Белци             | 19.137 (92,7%) | 17.086 (81,4%) |
| Афроамериканци    | 662 (3,2%)     | 2.071 (9,9%)   |
| Азијати           | 347 (1,7%)     | 372 (1,8%)     |
| Хиспаноамериканци | 225 (1,1%)     | 1.050 (5,0%)   |
| Укупно            | 20.640         | 20.979         |